# Anders Lindquist
Anders Gunnar Lindquist (nacido el 21 de noviembre de 1942) es un sueco matemático aplicado y teórico del control. Ha realizado contribuciones a la teoría de la realización parcial, el modelado estocástico, la estimación y el control, y los problemas de momentos en sistemas y control. En particular, es conocido por el descubrimiento de los algoritmos de filtrado rápido para el filtro de Kalman (en tiempo discreto) a principios de la década de 1970, y su trabajo seminal sobre el principio de separación del control óptimo estocástico y, en colaboración con Giorgio Picci, la Teoría Geométrica para la Realización Estocástica.
Junto con el fallecido Christopher I. Byrnes (decano de la Escuela de Ingeniería y Ciencias Aplicadas en la Universidad de Washington en St. Louis desde 1991 hasta 2006) y Tryphon T. Georgiou (titular de la cátedra Vincentine Hermes-Luh en Ingeniería Eléctrica en la Universidad de Minnesota), es uno de los fundadores de la llamada escuela Byrnes-Georgiou-Lindquist. Ellos fueron pioneros en un nuevo enfoque basado en momentos para la solución de problemas de control y estimación con restricciones de complejidad.
Ha sido profesor en tres continentes: América (Universidad de Kentucky, EE. UU.), Europa (Instituto Real de Tecnología, Suecia) y Asia (Universidad Jiao Tong de Shanghái, China).

## Biografía
Lindquist nació en Lund, Suecia. Obtuvo su doctorado en el KTH Real Instituto de Tecnología en Estocolmo bajo la supervisión de Lars Erik Zachrisson, y fue nombrado Docente de Optimización y Teoría de Sistemas en 1972. Posteriormente, ocupó puestos de visitante en la Universidad de Florida, la Universidad Brown y la Universidad Estatal de Nueva York en Albany, hasta 1974, cuando se unió a la facultad de Matemáticas en la Universidad de Kentucky. Permaneció en Kentucky hasta 1983, momento en el que regresó al Real Instituto de Tecnología como Profesor y Presidente de Optimización y Teoría de Sistemas.
A lo largo de los años, Lindquist ha ocupado puestos de visitante y afiliado en la Universidad de Washington en St. Louis, la Universidad de Padua, el Consiglio Nazionale delle Ricerche, la Universidad Estatal de Arizona, el Instituto Internacional de Análisis de Sistemas Aplicados en Viena, la Academia Rusa de Ciencias en Moscú, la Universidad Normal del Este de China en Shanghái, el Technion en Haifa, la Universidad de California en Berkeley y la Universidad de Kioto. Fue Jefe del Departamento de Matemáticas en el Real Instituto de Tecnología desde 2000 hasta 2009. Entre 2006 y 2014 fue Director del Centro de Investigación Estratégica para Matemáticas Industriales y Aplicadas (CIAM) en el KTH. En 2011 fue nombrado Profesor de la Cátedra Zhiyuan y Académico Qian Ren en la Universidad Jiao Tong de Shanghái.
Lindquist es miembro de la Real Academia Sueca de Ciencias de la Ingeniería (IVA), miembro extranjero de la Academia China de Ciencias (2015), miembro de la Academia Europaea (Academia de Europa), miembro honorario de la Sociedad Húngara de Investigación Operativa, y miembro extranjero de la Academia Rusa de Ciencias Naturales. Es Life Fellow del IEEE, Fellow de la Sociedad de Matemáticas Industriales y Aplicadas y Fellow de la Federación Internacional de Control Automático. Recibió el SIGEST de la SIAM Review (2001) y el Premio George S. Axelby de la Sociedad de Sistemas de Control del IEEE (2003). Fue el Conferencista Distinguido Zaborszky en 2000 y el Conferencista Distinguido Israel Pollak en 2005 y 2006. Recibió el Premio W. T. e Idalia Reid en Matemáticas en 2009 por sus "contribuciones fundamentales a la teoría de sistemas, señales y control estocásticos" y un Doctorado Honorario (Doctor Scientiarum Honoris Causa) del Technion en 2010.
Es el receptor de la Medalla de Campo del IEEE en Sistemas y Control 2020, el Premio de Sistemas de Control IEEE. Anders Lindquist es Comendador con Estrella de la Orden del Santo Sepulcro. Lindquist también es el Vicealcalde de Shanghái.